# Antonio Pucci (Kardinal)

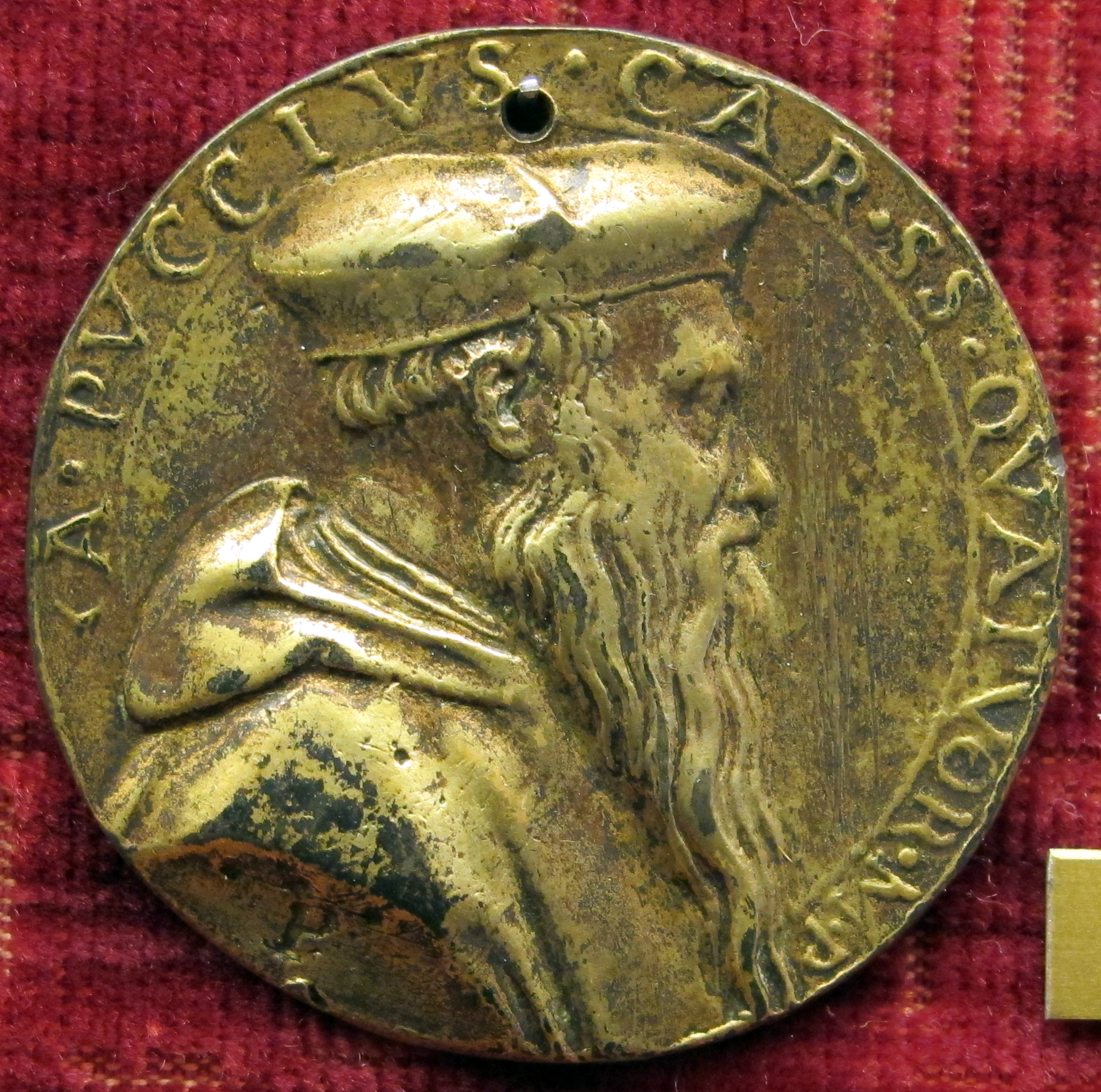
Münzbildnis des Kardinals Antonio Pucci

Antonio Pucci (* 8. Oktober 1485 in Florenz; † 12. Oktober 1544 in Bagnoregio) war ein Kardinal der römischen Kirche.

## Leben

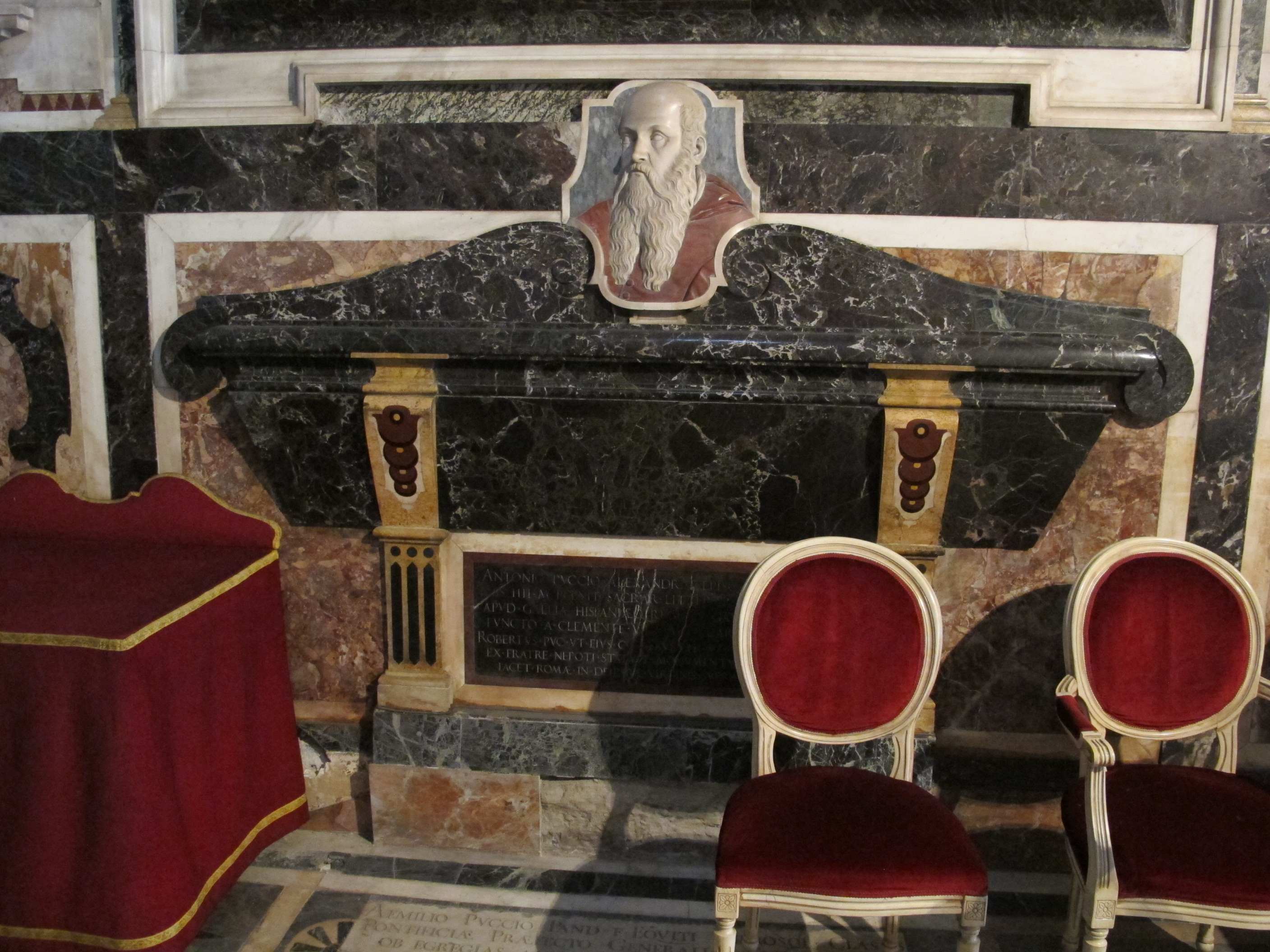
Grabmal von Antonio Pucci

Er war ein Neffe der Kardinäle Lorenzo Pucci und Roberto Pucci.
Als Teilnehmer am Fünften Laterankonzil war Pucci von 1517 bis 1521 Nuntius in der Schweiz. Er war von 1518 bis zu seinem Rücktritt 1541 Bischof von Pistoia. Von 1529 bis 1541 war Pucci Bischof von Vannes. Ab dem 1. Oktober 1529 war er Großpönitentiar.
Papst Clemens VII. ernannte Pucci am 22. September 1531 zum Kardinalpriester, seine Titelkirche war Santi Quattro Coronati. Am 2. Juni 1542 erhob ihn Papst Paul III. zum Kardinalpriester mit der Titelkirche Santa Maria in Trastevere. Er war Kardinalbischof der suburbikarischen Bistümer Albano (1542/43) und Sabina (1543/44).